# Radzice (gmina)
Radzice (od 1870 Drzewica) – dawna gmina wiejska istniejąca do 1870 roku w guberni radomskiej. Siedzibą władz gminy były Radzice.
Za Królestwa Polskiego gmina Radzice należała do powiatu opoczyńskiego w guberni radomskiej. 13 stycznia 1870 do gminy przyłączono pozbawioną praw miejskich Drzewicę, po czym gmina została zniesiona przez przemianowanie na gminę Drzewica.